# زیستگاه بک‌بک
زیستگاه بک‌بک در شهرستان استهبان در استان فارس واقع است.
این منطقه حفاظت شده که در جنوب خاوری شهرستان استهبان قرار دارد زیستگاه گونه‌های متنوعی از پرندگان مهاجر است. این گردشگاه در فصل مهاجرت و بازگشت پرندگان از جلوه‌های طبیعی بسیار زیبای منطقه است که چشم هر بیننده‌ای را به خود خیره می‌کند.